# لوسيان بوت
لوسيان بوت (بالرومانية: Lucian Bot)‏ مواليد 15 ديسمبر 1979 في كلوج نابوكا، هو ملاكم محترف روماني يصنف ضمن فئة الوزن الثقيل بدأ مسيرته الاحترافية سنة 2002.

## إحصائيات
خاض خلال مسيرته 18 نزالا، فاز في 16 وتعادل في 1 وخسر في 1. فاز بالضربة القاضية في 5 نزالات.

## روابط خارجية
- لوسيان بوت على موقع بوكس ريك (الإنجليزية) (registration required)